# George Simpson (esploratore)
George Simpson (Ross, 1792 – Lachine, 1860) è stato un esploratore scozzese.
Funzionario della Compagnia della Baia di Hudson, ne divenne governatore nel 1821, contribuendo a farle raggiungere l'egemonia di cui a lungo godette.
Dal 1820 al 1860 svolse la funzione di viceré britannico del Canada, pur non avendo alcuna nomina ufficiale. Nel 1841 attraversò Canada e Siberia in una lunga spedizione prima di rimpatriare con successo.